# Senik (Sveti Tomaž)
Senik is een plaats in Slovenië en maakt deel uit van de gemeente Sveti Tomaž in de NUTS-3-regio Podravska. De plaats telde 99 inwoners op 1 januari 2020.